# Manuel Cantacuzeno (usurpador)
Manuel Cantacuzeno foi o líder duma revolta da Moreia contra os déspotas moreotas da dinastia paleóloga. O povo grego e os imigrantes albaneses aclamaram-o déspota (governante).

## Vida
Manuel era neto de Demétrio I Cantacuzeno que serviu como déspota da Moreia em 1383, o último desta família a governar aquela província do Império Bizantino. Pouco depois da morte do imperador Constantino XI Paleólogo e da Queda de Constantinopla nas mãos do Império Otomano, Manuel reuniu um exército de 30 000 albaneses e revoltou-se contra Tomás Paleólogo e Demétrio Paleólogo, os déspotas da Moreia, à época uma província otomana.
Era de conhecimento geral que os irmãos Paleólogos estavam com problemas de governabilidade devido ao desentendimento mútuo, e Manuel utilizou-se disso para pregar entre a população sobre a inconveniência de ser governado por dois irmãos em desacordo contínuo. O estopim para a eclosão da revolta deu-se devido a alta tributação exigida por eles para que pudessem pagar o tributo devido aos otomanos. Os albaneses também revoltam-se, sob liderança de Pedro Bua, que estavam descontentes com os altos impostos. Em 1453, encabeçou uma revolta e os albaneses proclamaram-o déspota. A fim de atender os interesses albaneses, Manuel alterou seu nome para "Gim" e o nome de sua esposa para "Cuchia".
Os eventos foram favoráveis a Manuel no início, mas rapidamente mudaram o seu destino. Os irmãos Paleólogo, vendo-se incapazes de controlar a situação, pediram ajuda externa para derrubar o usurpador: Tomás viajou para a República de Veneza e Demétrio pediu ajuda do Império Otomano. Durante o ano seguinte um exército otomano chegou para sufocar a revolta e retornar à situação anterior, mas os soldados deram um aviso aos irmãos para que aprendessem a trabalhar em conjunto se não queriam perder a confiança do sultão otomano. A tributação anterior foi restabelecida, bem como a vassalagem dos déspotas aos otomanos. Quando aos líderes rebeldes, Pedro Bua foi perdoado por Maomé II e tornou-se representante designado do povo albanês, João Asen Zaccaria conseguiu fugir para a fortaleza veneziana de Modon e Manuel conseguiu escapar, embora seu paradeiro é desconhecido.